# Cantón de Troyes-7
El cantón de Troyes-7 era una división administrativa francesa, que estaba situada en el departamento de Aube y la región de Champaña-Ardenas.

## Composición
El cantón estaba formado por tres comunas, más una fracción de la comuna que le daba su nombre:
- Bréviandes
- Rosières-près-Troyes
- Saint-Julien-les-Villas
- Troyes (suprimido)

## Supresión del cantón de Troyes-7
En aplicación del Decreto nº 2014-216 de 21 de febrero de 2014, el cantón de Troyes-7 fue suprimido el 22 de marzo de 2015 y sus 4 comunas pasaron a formar parte; una del nuevo cantón de Saint-André-les-Vergers, una del nuevo cantón de Troyes-4, una del nuevo cantón de Vendeuvre-sur-Barse y la fracción de la comuna que le daba su nombre, se unió con las demás para que, por medio de una reestructuración cantonal, fueran creados los nuevos cantones de Troyes-1, Troyes-2, Troyes-3, Troyes-4  y Troyes-5.
.